# 九試艦上攻撃機
九試艦上攻撃機（きゅうしかんじょうこうげきき）は、大日本帝国海軍が試作した艦上攻撃機。海軍航空廠（空廠）・三菱重工業・中島飛行機が試作を行い、うち空廠機が九六式艦上攻撃機として制式採用された。本項では不採用となった三菱機（B4M）と中島機（B4N）について述べる。

## B4M
一三式艦上攻撃機以降、良好な性能を持つ艦上攻撃機が開発されなくなったことを受け、海軍は九試艦攻の開発を決定。空廠で開発を進めるとともに1934年（昭和9年）2月に三菱と中島に競争試作を命じた。これを受けた三菱は、松原元技師を設計主務者として設計を開始し、1934年9月に試作機1機が完成、25日に初飛行を行った。社内名称は「カ-12」。機体はオーソドックスな金属製骨組み羽布張りの複葉機として開発期間を短縮したが、操作性の悪さや主翼の剛性不足といった欠陥があり、不採用となった。

## B4N
海軍から試作を命じられた中島は、吉田考雄、福田安雄両技師らによって設計を開始。中島「寿三型」エンジン装備機と中島「光一型」エンジン装備機をそれぞれ1機ずつ制作、1936年（昭和11年）に完成した。機体は木金混合骨組みに羽布張りの複葉機で、上翼はガル翼、下翼は逆ガル翼となっており、四枚の主翼の付け根がX字型を形作っているという特異な形状を持つ。最終的には遅れて完成した空廠機がもっとも堅実な性能を示したため、本機は不採用となった。

## 諸元
B4M
- 全長：9.96 m
- 全幅：14.80 m
- 全高：3.94 m
- 主翼面積：54.0 m2
- 自重：2,000 kg
- 全備重量：3,827 kg
- エンジン：三菱 八試 空冷複列星型14気筒（最大800 hp） × 1
- 最大速度：241 km/h
- 航続時間：6.17時間
- 武装：
7.7mm機銃 × 3
爆弾もしくは魚雷800 kg
- 乗員：3名

B4N（「光」装備機）
- エンジン：中島 光一型 空冷星型9気筒 （離昇820 hp） × 1
- 武装：
7.7mm固定機銃 × 1
7.7mm旋回機銃 × 1
800kg魚雷もしくは500kg爆弾 × 1、または250kg爆弾 × 2、または30kg爆弾 × 6
- 乗員：3名